# Eva Solo
Eva Solo A/S er en dansk virksomhed, der designer, markedsfører og sælger forskelligt isenkram til madlavning, bagning, servering, to-go, bolig, udendørs og møbler. Markedsføringen forgår igennem deres mærker: Eva Solo (lanceret i 1997), Eva Trio (lanceret i 1977) og Eva (lanceret i 1950). Produkterne sælges igennem isenkræmmere i flere lande, de har datterselskaber i Danmark, Tyskland, Norge og Sverige. Virksomheden er ejet af familien Engelbrecht og har ca. 63 ansatte. I 2023 havde Eva Solo en samlet omsætning på 281 mio. kroner. Det nuværende selskab blev etableret i 1970 under navnet Erik Mangor A/S. I 1999 skiftede det navn til Eva Danmark A/S og i 2010 blev Eva Solo A/S navnet indført. Nogle af de enkelte produkters historie går tilbage til 1913.